# سانتیاگو مله
سانتیاگو مله (انگلیسی: Santiago Mele؛ زادهٔ ۶ سپتامبر ۱۹۹۷) بازیکن فوتبال اهل اروگوئه است.
از باشگاه‌هایی که در آن بازی کرده است می‌توان به باشگاه فوتبال پنیارول اشاره کرد.
وی همچنین در تیم‌های ملی فوتبال زیر ۲۰ سال اروگوئه و اروگوئه بازی کرده است.